# Ерденко Михайло Гаврилович
Миха́йло Гаври́лович Ерде́нко (справжнє прізвище Ерденков) — російський та український скрипаль та педагог, заслужений артист РРФСР — 1925, заслужений діяч мистецтв РРФСР — 1934.

## Життєпис
Народився 4 грудня (22 листопада) 1885 року в селі Бараново Старооскольського уїзду Курської губернії (сучасний Горшеченський район Курської області) у бідній циганській родині. Його батько був скрипалем в третьому поколінні та керівником циганського оркестру. В п'ять років Михайло дав перший концерт в Харкові, того ж року виступав в Ростові та Катеринославі. В 14 років на благочинні пожертви та кошти, зароблені на концертах, він їде в Москву з рекомендаційним листом від контр-адмірала О. М. Абази, прийнятий в музичну школу при Московській консерваторії ім. Чайковського.
1904 року закінчив школу по класу скрипки із золотою медаллю у І. Гржималі; викладає в музичному училищі Самари. Брав участь у подіях 1905 року, диригував оркестром на похоронах Баумана. Засуджений та засланий у Вологду, звідти в Архангельську губернію. Після дозволу виступати, об'їздить майже всю Російську імперію з концертами; одночасно з виступами перед багатою публікою дає благочинні концерти на користь шахтарів, робітників та студентів.
Стає лауреатом Московського конкурсу скрипалів та отримує 1910 року запрошення на професуру у Київському музичному училищі (в 1913-20 консерваторія). У 1910-17 роках очолював квартет Київського відділення Російського музичного товариства, виступав як соліст та диригент.
1920 року зупиняється на постійне проживання в Краснодарі, де організовує та очолює музично-театральний комітет, симфонічний оркестр, академічний хор, драматичний та оперний театри, Кубанську консерваторію. З 1927 року працював у Москві. 1935 року запрошений на професорську посаду в Московську консерваторію. Помер 21 січня 1940 року.
1956 року в Старому Осколі відкрита музична школа ім. Ерденка, його іменем названо вулицю.
1986 року засновано та проведено перший конкурс юних скрипалів та віолончелістів ім. Ерденка.